# Giovanni Battista Palletta
Giovanni Battista Palletta, né le 15 mars 1748 à Montecrestese et mort le 27 août 1832 à Milan, est un médecin et chirurgien italien.

## Biographie
Giovanni Battista Palletta naquit en 1748 au village de Montecrestese, dans la Val d'Ossola. Après avoir fait ses humanités au collège des jésuites de Brigue, en Valais, il vint à Milan, où il étudia l’anatomie sous Patrini, la médecine sous Galardi et la chirurgie sous Bernardino Moscati. Il alla ensuite à Padoue pour y perfectionner ses connaissances en assistant aux leçons de Jean-Baptiste Morgagni. Il venait d’obtenir le grade de docteur en médecine, lorsqu’il fut nommé professeur d’anatomie à Mantoue par l’impératrice Marie-Thérèse, qui voulait fonder dans cette ville une université. Ce projet n’ayant pas eu d’exécution, Palletta retourna à Milan en 1774, et, après quatre ans de travaux et d’études, il se rendit à Pavie, où il se fit reconnaître comme docteur en chirurgie (1778). Revenu à Milan, il y fut nommé chirurgien-adjoint, démonstrateur d’anatomie, professeur de clinique chirurgicale, et enfin chirurgien en chef du grand hôpital en 1787. En 1796, on lui attribua la chaire d’anatomie à l’école spéciale créée à l’hôpital de Milan, et il l’occupa jusqu’en 1818. Palletta continua d’exercer ses fonctions de chirurgien major à l’hôpital jusqu’au moment de sa mort, survenue à Milan le 7 août 1832, à l’âge de 84 ans.

## Œuvres
Ses ouvrages, dans lesquels on reconnaît un observateur judicieux et un praticien consommé, sont écrits avec pureté et même avec élégance : quelques-uns sont en latin, tous les autres sont en italien. En voici les titres :
- Nova gubernacula testis Hunteriani, et tunicæ vaginalis anatomica descriptio, Milan, 1777, in-4° ;
- De nervis crotaphitico et buccinatorio, Milan, 1784, in-4°, fig. Ce mémoire a été réimprimé à Leipzig et inséré par Christian Friedrich Ludwig dans ses Scriptores neurologici minores.
- De structura uteri, Leyde, 1785, in-8°, publié par Eduard Sandifort ;
- Adversaria chirurgica prima, Milan, 1785, in-4°, fig. Ce recueil contient :
  - Nempe de claudicatione congenita ;
  - Expériences sur le sang humain chaud ;
  - Observations anatomico-pathologiques sur la cyphosis paralytique. Ces observations ont été traduites en allemand par Clusius.
- Dissertation sur cette question : « Produire de nouvelles expériences pour démontrer avec plus de sûreté si l’air fixe est applicable avec avantage ou non dans toutes sortes de maladies, » Mantoue, 1781, in-4° ;
- Dissertations de chirurgie, Venise, 1795, in-4° ;
- Exercitationes pathologicæ, Milan, 1820, 2 vol. in-4° ;
- De quelques fractures remarquables des os, ibid., in-4°, fig.

On trouve de Palletta dans le recueil d’opuscules de Milan (Scelta d’opuscoli) :
- Splenitis phlegmodes, ou la Véritable inflammation de la rate (1784, t. 3, p. 331) ;
- Trismus a mercurio, ou l’Impossibilité d’abaisser la mâchoire inférieure par suite des frictions mercurielles (1787, t. 2 , p. 404).

Dans les Mémoires de l’institut italien :
- De la lithotomie de Celse ;
- De la hernie vaginale ;
- De l’Du traitement du polype utérin (t. 1er, part. 1re, p. 86 et suiv.) ;
- De l’accouchement avec présentation du bras (1808, t. 2, p. 361) ;
- De la vésicule ombilicale et ses usages dans le fœtus (ibid.) ;

Dans les Annales universelles de médecine du docteur Annibale Omodei :
- Du spasme facial (vol. 24, fascicule 70, p. 51) ;
- Histoire d’une matrice amputée (ibid., p. 43) ;
- Sur la morsure de la vipère (vol. 25, fasc. 74, p. 187, année 1823) ;
- Observation sur un glossocèle ou procidence de la langue (ibid., p. 194) ;
- Histoire d’une symphyséotomie (ibid., p. 218) ;
- Sur le scleroma et l’endurcissement du tissu cellulaire des nouveau-nés (vol. 28, fasc. 82, p. 5). Ce mémoire a été traduit en français et inséré dans les Archives générales de médecine, t. 5 et 9.
- Second mémoire sur le même sujet (vol. 35, fasc. 103-184, p. 17) ;
- Rapport fait à l’institut de Milan sur la china (vol. 33, fasc. 99, p. 297, année 1827) ; — Sur les varices (vol. 46, fasc. 136, p. 74, année 1828).

Enfin Palletta a traduit du suédois en italien le Traité des maladies des enfants de Rosen de Rosenstein, et de l’allemand de Bruninghausen : Nouvelle méthode pour traiter les fractures du col du fémur sans claudication. Le docteur Carron du Villars a publié une Notice nécrologique sur le professeur J.-B. Palletta, Paris, 1833, in-8°.